# 알렉산드르 카운
알렉산드르 올레고비치 카운(러시아어: Алекса́ндр Оле́гович Ка́ун, 1985년 5월 8일~)은 러시아의 전직 농구 선수이다. 현역 시절 포지션은 센터로 "사샤(Sasha)"라는 별명으로도 잘 알려져 있다. 전미 농구 협회(NBA)의 클리블랜드 캐벌리어스에서 활동했으며, 2016년에 NBA 파이널 우승을 차지하였다.